# ストレラ (クレーン)

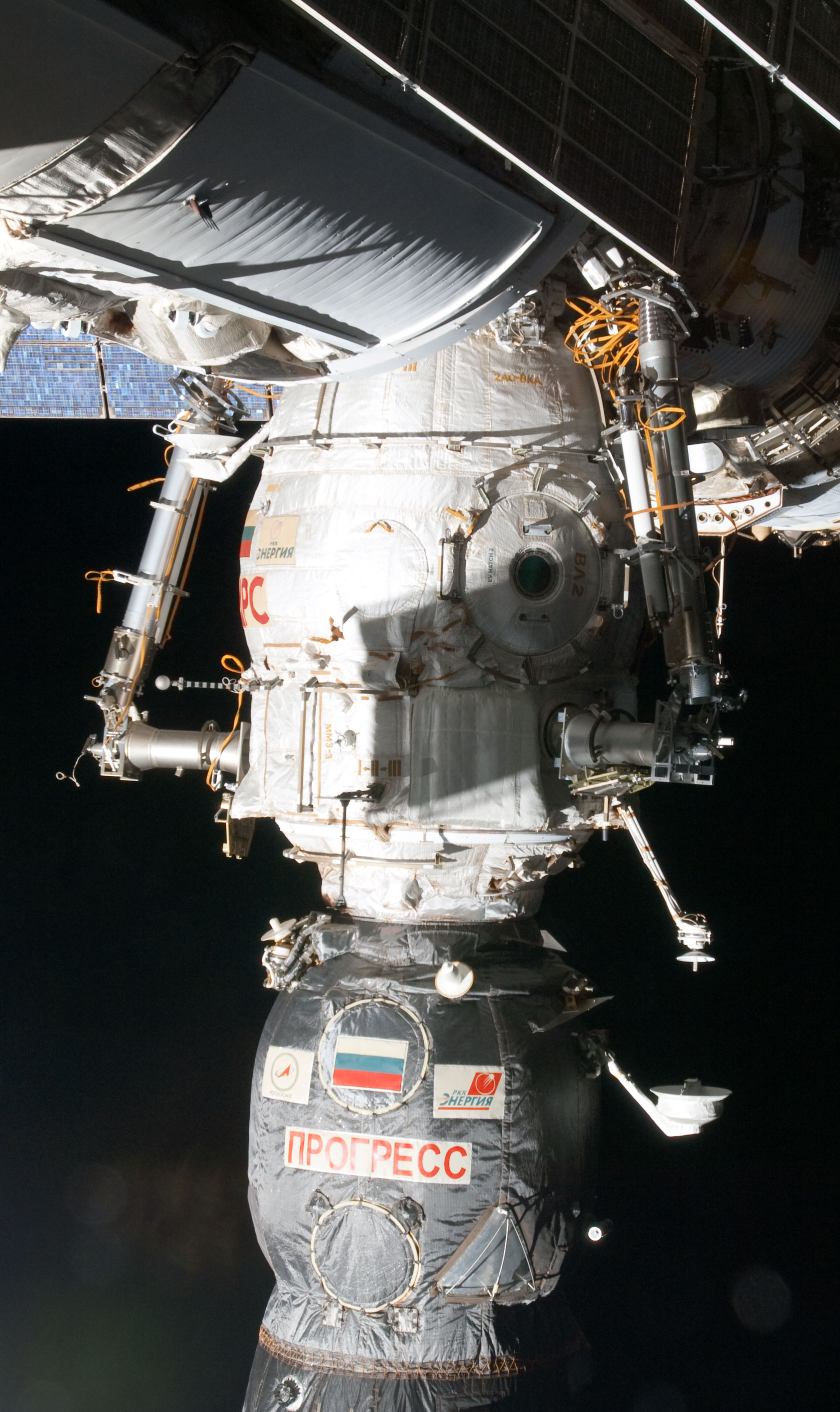
ISSに取り付けられた2台のストレラ

ストレラはミール宇宙ステーションと国際宇宙ステーション（ISS）のモジュールで利用されているロシアの手動操作式のクレーン。ミールやISSロシア区画の宇宙飛行士の移動や船外機器の移動のために使われている。ミールではコアモジュールにプログレスで輸送された2台のストレラクレーンが取り付けられていた。またISSではピアース(DC-1)にSTS-96とSTS-101の2回に分けて曝露機器輸送用キャリアに乗せて運ばれたものと、ピアース内に収納されて運ばれたものの2台が取り付けられている。
ストレラは長さを延ばすための伸縮と上下・水平方向の回転が可能なクレーンで、分解した状態で運ばれて軌道上で組み立てられた。畳んだ状態では1.8mくらいの寸法であるが、手動クランクを利用して伸ばすと、最大で14m程度まで伸びる。ストレラはズヴェズダからザーリャにかけてのISSのロシア区画の範囲内をカバーできる長さを持っており、宇宙飛行士や船外機器の移動時に使われている。宇宙飛行士の移動時は、先端に乗ってアームを延ばす方法だけでなく、先にアームを延ばし、そこを伝いながら移動する方式も使われる。
ISSのロシア区画は、輸送機や各モジュールはすべて自動ドッキングシステムを使って結合しているため外部からの操作を必要としておらず、宇宙機の移動や取り外しも同様の方法で実施可能なため、ストレラは手動式で非常に簡易な構造で十分であった。このため、カナダアーム2の重量1800kgに比べてストレラクレーンは45kgと大幅な軽量化が行われており、構造もシンプルなためメンテナンスの必要性もカナダアーム2より少ない。なお、電気モータを使う駆動方式ではないためにストレラはロボットアームではない。欧州ロボットアームがISSのロシア区画では最初のロボットアームとなる。
2012年2月16日に行われたロシアEVA-30では、1台のストレラがポイスク(MRM-2)に移設された。この移動は、現在ピアースが結合しているズヴェズダのドッキングポートにナウカ(MLM)を結合するのに備えて、ピアースを廃棄する事からその前に実施が必要な作業として行われた。もう1台のストレラもザーリャに移設される予定。

## 註
1. ↑  David Harland (30 November 2004). The Story of Space Station Mir. New York: Springer-Verlag New York Inc. ISBN 978-0-387-23011-5
2. ↑  Robert Zimmerman (3 September 2003). Leaving Earth: Space Stations, Rival Superpowers and the Quest for Interplanetary Travel. Henry (Joseph) Press. ISBN 978-0309085489